# Cleptometopus terrestris
Cleptometopus terrestris là một loài bọ cánh cứng trong họ Cerambycidae.